# Neomicrothrix parvicella
Espèce
"Candidatus Neomicrothrix parvicella" ("Candidatus Microthrix parvicella") est une bactérie (bactérie filamenteuse plus précisément), que des analyses génétiques récentes ont permis de classer parmi les actinomycète, dans le groupe des eubactéries (aussi dit « bactéries vraies ») et dans le groupe des Terrabacteria. Des formes non-filamenteuses de cette bactérie ont été décrites (tout comme pour d'autres bactéries filamenteuses pullulant dans des conditions proches, telle que Sphaerotilus natans ainsi que pour Haliscomenobacter hydrossis).
Paradoxalement, bien que cette bactérie soit très souvent trouvée en situation de pullulation dans certains environnement pollués et dans les stations d'épuration, elle a longtemps été étiquetée Candidatus (statut et préfixe taxinomique, au moins provisoirement apposé devant le nom scientifique d'une espèce bactérienne, tant que cette dernière est considérée impossible à maintenir en culture dans une collection bactériologique. Ceci signifie aussi que la bactérie ne peut être maintenue en culture pure assez longtemps pour qu'on en fasse une description selon le protocole normal. Remarque : Dans la littérature, le préfixe candidatus peut s'abréger en Ca.). En culture pure sa croissance est en outre très lente (doublement en 128 jours seulement), ce qui peut laisser penser qu'elle a besoin de symbiote(s) et/ou de conditions de développement non encore identifiées. Elle semble « spécialisée » dans la dégradation d'acides gras à longues chaines et notamment de l'acide linoléique
En zone tempérée, ce micro-organisme a un comportement très saisonnier : il pullule principalement en fin d'hiver et moindrement en automne.
Dans les stations d'épuration à boue activée, la croissance de cet actinomycète semble dopée par une forte teneur en matière organique avec présence de graisses hydrolysées, de protéines et/ou d'acides gras supérieurs, à longues chaines (ex : acide oléique) en condition au moins localement anoxique et/ou de nitrification incomplète, comme c'est presque toujours le cas dans les eaux grises d'origine ménagères.
L'autre espèces de ce genre est Microthrix calida.

## Enjeux propres à cette bactérie
Ce micro-organisme tend à pulluler dans certaines eaux pollués, ou fortement dystrophiés et notamment dans les bassins de boues activées de stations d'épurations ou certains bassins industriels où elle peut poser des problèmes en formant des flocs bactériens trop légers et trop abondants (elle est la première cause du phénomène de foisonnement bactérien et  foisonnement des boues (gonflement des boues ou « bulking sludge »), qui rend les boues dépuration plus difficiles à traiter et moins compactables. M parvicella est souvent (plus de 45 % des cas selon Pujol & al en 1991) aussi à l'origine de la formation de mousse sur les bassins d'épuration et de décantation ou dans certains canaux (après une écluse de canal par exemple). Cette mousse est associée à 75 % des cas de dysfonctionnement de station d'épuration dus au phénomène de gonflement des boues et elle contient aussi mais de manière moins dominantes d'autres microorganismes favorisant la formation de mousse (ex : Nocardia sp., Rhodococcus sp., Nostocoide limicola , Mycolata sp., Gordona sp. et Tsukamurella  sp. ou d'autres bactéries filamenteuses). Dans la mousse des cours d'eau de type rivières, torrents et ruisseaux, cette mousse contient aussi de très nombreux spores de champignons microscopiques.
Cet actinomycète contribue aussi à la formation d'écume en surface d'eaux eutrophes agitées et dans les stations d'épuration qui dysfonctionnent.

## Description
Cet actinomycète atypique est Gram positif et - Neisser positifs (en raison de granules de poly-P, qui deviennent plus petits quand la croissance stagne). De forme filiforme, il dépasse rarement les 200 µm (pour un diamètre d'environ  0,5 µm). Sa forme est non-ramifiée et se présente souvent pliée ou en filaments torsadés (elle évoque alors des cheveux épars, vue au microscope). Elle peut être aussi agglomérée en flocs,
Il n'est pas motile. Dans une station d'épuration à boue activée, il adopte des morphologies variées.
Selon le degré d'eutrophisation du milieu, son degré de pullulation et d'autres facteurs environnementaux il prend une forme libre ou parfois associée à d'autres bactéries ou algues filamenteuses, pouvant alors donner l'impression qu'elle est fixée ou qu'il forme un biofilm ;
Il n'a pas de gaine et ne présente pas de septa clairement visible ;
Il ne stocke pas le soufre ;

## Risques de confusion
Cet actinomycète est une bactérie qui ressemble beaucoup à N limicola I mais cette dernière forme des filaments plus robustes et se colore en gris-violet dans une coloration Neisser.
Il pourrait être très souvent confondu avec des micro-organismes qui sont également présents dans les boues, proches des bactéries : 
- trois taxons gram-negatifs, dits de Type 0092, Type 0411 et Type 1863 qui tous trois appartiennent au phylum des Flexibacter-Cytophaga-Bacteroides.
- Un autre taxon proche est le Type 0803 qui est un membre d'une sous-classe de Proteobacteria.

## Biologie
En zone tempérée sa croissance montre une tendance saisonnière marquée, avec une croissance (et population) qui est maximale en fin de l'hiver et minimale en été.

## Génétique
Du point de vue de son ARN ribosomique 16S, cette bactérie se montre génétiquement très homogène dans le monde

## Moyens de lutte
Cet actinomycète peut fortement gêner le fonctionnement des systèmes d'épuration de l'eau, on traite ses pullulations (plus ou moins efficacement) par :
- l'adjonction de sels métalliques (de fer ou d'aluminium) qui permettent d'améliorer la coagulation-floculation en présence de cette bactérie[13]. Le sel d'aluminium est généralement utilisé à la dose de 3,5 g Al/kg MLSS/jour.
- moindre temps de rétention en zones anoxiques, ce qui est parfois impossible, quand une dénitrification prolongée est nécessaire
- mélange (quelques minutes) des eaux usées brutes et de retour des boues - avant redirection vers le bassin d'aération puis alternance de traitement anoxique et aérobie (Bio-denitro), ce qui permet de contrôler M. parvicella, mais qui stimule le développement du type 0041 qui toutefois est moins pullulante et moins productrice d'écume.

## La recherche
Depuis les années 1980, cette bactérie est un peu mieux connue, notamment du point de vue de sa caractérisation biochimique.
On a aussi appris à la détecter in situ (et en temps réel si possible), puis à évaluer son taux de croissance et à mieux contrôler cette actinomycète.
Mais la recherche se poursuit car il existe peut-être des moyens plus efficaces, plus naturels (ex : lagunage naturel), plus rapide ou présentant moins de risques en termes d'écotoxicité (en effet, l'aluminium introduit dans le process d'épuration est efficace pour contrôler la bactérie (et l'on cherche à mieux comprendre pourquoi), mais il est adsorbé à 90 % par les boues (ce qui multiplie leur teneur en aluminium par 10 environ, et qui peut poser problème en cas d'épandage et notamment en cas d'épandages répétés sur les mêmes parcelles). Le fer est un oligoélément actif contre la bactérie, mais présent en excès il présente aussi une certaine toxicité pour divers organismes aquatiques, et au moins 35 % de ce fer est relargué dans l'environnement sous forme dissoute via l'effluent de la station d'épuration. L'ozone peut être utilisé, mais il peut conduire à la production de sous-produits indésirables, et il doit être maintenu en continu (au risque de favoriser la production de souches résistantes dans un environnement, la station d'épuration déjà démontré être un hot-spot de production de bactéries résistantes et pour favoriser leur dispersion). On cherche aussi à modéliser et mieux comprendre les phénomènes de moussage et de formation de flocs

## Données scientifiques supplémentaires
- Selon une publication scientifique datant de 2005 des espèces proches (dont Gordonia, Micrococcus et Brachybacterium spp) semblent être symbiotes de certaines éponges marines[22]
- Des analyses récentes de flore bactérienne d'une toubière allemande publiées en 1996 ont montré que cette flore était principalement composée d'actynomycètes, et Microthryx parvicella en faisait partie[23]